# Décathlon aux Jeux olympiques d'été de 1936
Pour un article plus général, voir Athlétisme aux Jeux olympiques d'été de 1936.
Navigation
Los Angeles 1932 Londres 1948
L'épreuve du décathlon aux Jeux olympiques de 1936 s'est déroulée les 7 et 8 août 1936 au Stade olympique de Berlin, en Allemagne.  Elle est remportée par l'Américain Glenn Morris.

## Résultats

### Classement final
| Rang               | Athlète           | Pays            | Total     | Notes |
| ------------------ | ----------------- | --------------- | --------- | ----- |
| Médaille d'or      | Glenn Morris      | États-Unis      | 7 900 pts | WR    |
| Médaille d'argent  | Robert Clark      | États-Unis      | 7 601 pts |       |
| Médaille de bronze | Jack Parker       | États-Unis      | 7 275 pts |       |
| 4                  | Erwin Huber       | Allemagne       | 7 087 pts |       |
| 5                  | Reindert Brasser  | Pays-Bas        | 7 046 pts |       |
| 6                  | Armin Guhl        | Suisse          | 7 033 pts |       |
| 7                  | Olle Bexell       | Suède           | 7 024 pts |       |
| 8                  | Helmut Bonnet     | Allemagne       | 6 939 pts |       |
| 9                  | Jerzy Pławczyk    | Pologne         | 6 871 pts |       |
| 10                 | Edvard Natvig     | Norvège         | 6 759 pts |       |
| 11                 | Aulis Reinikka    | Finlande        | 6 755 pts |       |
| 12                 | Péter Bácsalmási  | Hongrie         | 6 395 pts |       |
| 13                 | Fritz Dällenbach  | Suisse          | 6 311 pts |       |
| 14                 | Lyuben Doychev    | Bulgarie        | 6 307 pts |       |
| 15                 | Osvaldo Wenzel    | Chili           | 6 058 pts |       |
| 16                 | Josef Klein       | Tchécoslovaquie | 5 883 pts |       |
| 17                 | Maurice Boulanger | Belgique        | 5 097 pts |       |
|                    | Leif Dahlgren     | Suède           |           | DNF   |
|                    | Zoltán Csányi     | Hongrie         |           | DNF   |
|                    | Willy Bührer      | Suisse          |           | DNF   |
|                    | Franz Sterzl      | Autriche        |           | DNF   |
|                    | Émile Binet       | Belgique        |           | DNF   |
|                    | Martti Tolamo     | Finlande        |           | DNF   |
|                    | Akilles Järvinen  | Finlande        |           | DNF   |
|                    | Jānis Dimza       | Lettonie        |           | DNF   |
|                    | Erwin Reimer      | Chili           |           | DNF   |
|                    | Chang Singchow    | Taïwan          |           | DNF   |
|                    | Karl Vilmundarson | Islande         |           | DNF   |